# Brijesnica Mala
Brijesnica Mala (en cyrillique : Бријесница Мала) est un village de Bosnie-Herzégovine. Il est situé dans la municipalité de Doboj Istok, dans le canton de Tuzla et dans la fédération de Bosnie-et-Herzégovine. Selon les premiers résultats du recensement bosnien de 2013, il compte 1 857 habitants.
Brijesnica Mala est également connue sous le nom de Mala Brijesnica. Jusqu'en 1998, le village était rattaché à la municipalité de Doboj ; en 1998, il a été rattaché à la municipalité de Doboj Istok nouvellement créée et intégrée à la fédération de Bosnie-et-Herzégovine.

## Démographie

### Évolution historique de la population
| 1948 | 1953 | 1961 | 1971  | 1981  | 1991  | 2013  |
| ---- | ---- | ---- | ----- | ----- | ----- | ----- |
| -    | -    | 509  | 1 265 | 1 396 | 1 530 | 1 857 |

|  |